# Спарро Павло Іванович
Спарро́ Павло́ Іва́нович (1814 , Санкт-Петербург  — не раніше 1887 , невідомо ) — київський єпархіальний та приватний архітектор американського чи англійського походження.

## Біографія
Народився в Санкт-Петербурзі, у родині американського віце-консула. З 1824 року навчався в Петербурзькій Академії мистецтв, 1836 року здобув атестат 1-го ступеня.
1838 року приїхав до Києва як помічник Вікентія Беретті. У 1840–60-х роках працював єпархіальним архітектором, здебільшого будував монастирські споруди, збудував декілька церков.
З 1870-х років працював з приватними замовленнями, зводив особняки та прибуткові будинки. Остання робота архітектора в місті датована 1886—1887 роками.
Його син мешкав на вулиці Ярославів вал 31.

## Стиль
Вживав стильові форми російсько-візантійського стилю, неоренесансу і необароко.

## Роботи в Києві
- Будинок митрополита Свято-Покровської пустині в Голосієві (1840),
- Надбудова 4-го ярусу дзвіниці Софійського собору (1851—1852, співавтор Федір Солнцев),
- Братський корпус у Видубицькому монастирі (1846),
- Келії у Михайлівському Золотоверхому монастирі (середина XIX століття),
- У Братському Богоявленському монастирі прибудови до Нового академічного корпусу (1846) і Старого академічного корпусу (1863—1864).

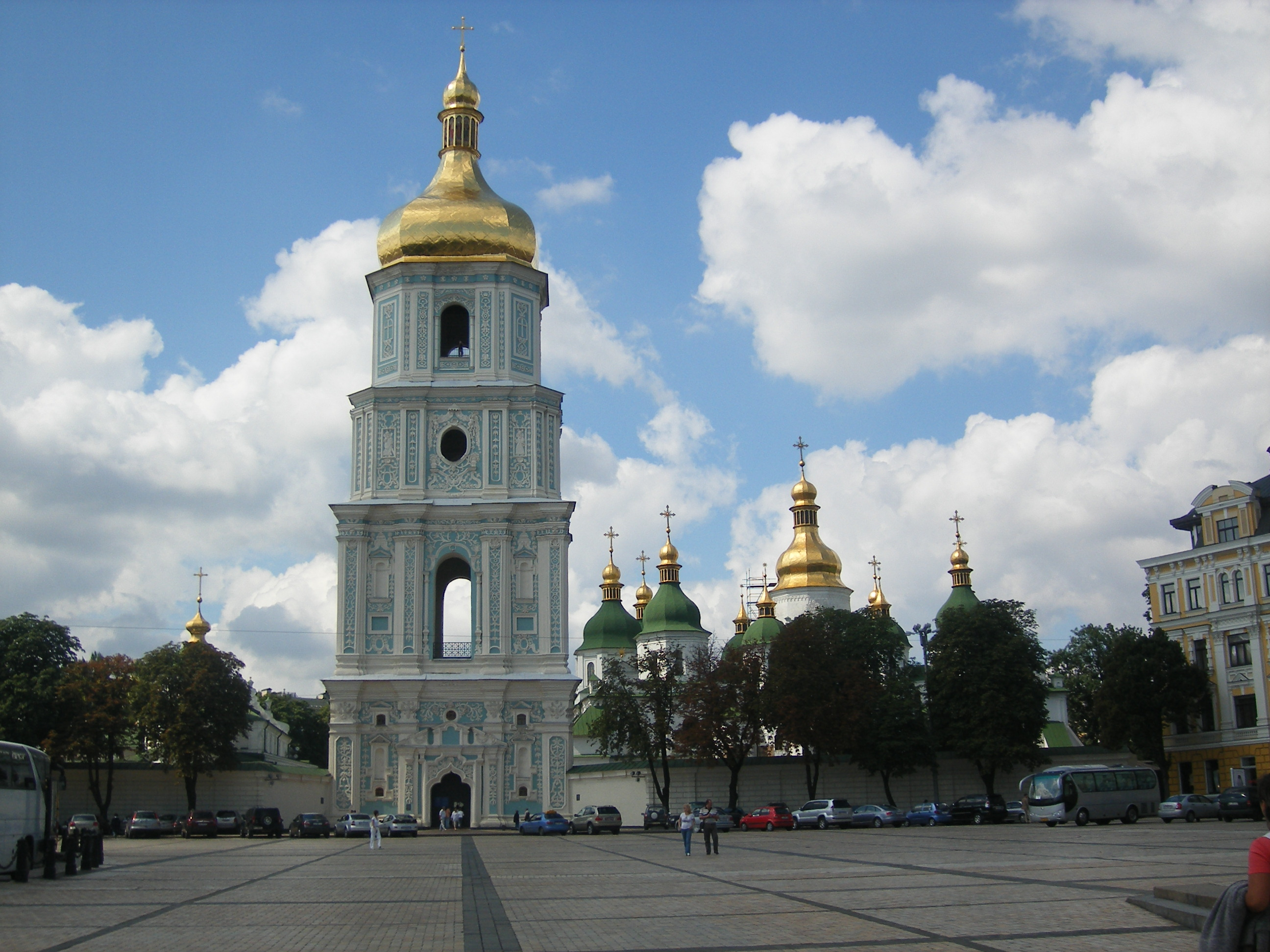
Дзвіниця Софійського собору

У Києво-Печерській лаврі
- Лікарняні келії / корп. 26 (1841—1842),
- Келії на Ближніх печерах / корп. 44 (1847),
- на Гостиному дворі лаври — Лікарня з церквою / корп. 68 (1848—1850),
- Готель для іменитих богомольців / корп. 56 (середина XIX століття),
- Інший готель / корп. 58 (1849),
- Склад книжок та паперу друкарні / корп. 112 (1850—1851),
- Простонародний будинок (не зберігся).
- Спроєктував будинок при огорожі Лаврського готелю / корп. 54. Там само перебудував митрополичий будинок.

Будував книжкову крамницю, братську лікарню Микільського монастиря. Надбудовував другі поверхи Друкарського і Економічного корпусів та інших будівель.
У Флорівському монастирі Спарро були споруджені
- Корпус № 7 (1847),
- Мурована огорожа монастиря на горі Киселівка (кініць 1840-х — початок 1850-х років),
- Троїцька «цвинтарна» церква (1855—1859),
- Тепла церква на честь ікони Казанської Божої матері (1841—1844),
- Дзвіниця і трапезна Воскресенська церква (1860—1862, проєкт інженера Духоніна).

В Китаївській пустині збудував
- Братський корпус («старий дім») біля Троїцької церкви (1843—1844),
- Огорожу з північно-західною брамою (1851—1852, не збереглась).

Брав участь у проєктуванні й будівництві Володимирського собору (1860, 1865).
Житлові будинки, зведені за приватними замовленнями
- Особняк Берестовських на Софіївській вулиці, 9 (1853),
- Добудова житлового будинку на Прорізній вулиці, 16 (1871, не зберігся),
- Прибутковий будинок С. Єремєєва на Бібіковському бульварі (нині бульварі Тараса Шевченка), 26-а, 28 (1872),
- Особняк Фромета на Бібіковському бульварі (нині бульвар Тараса Шевченка), 36 (1873, проєкт Володимира Ніколаєва),
- Житловий будинок на Великій Житомирській вулиці, 23 (1873, не зберігся),
- Житловий будинок І. Оглоблина на Андріївському узвозі, 4/26 (1874),
- Житловий будинок на Гімназичній вулиці (нині вулиця Леонтовича), 6 (1874)
- Житловий будинок на вулиці Ярославів Вал, 30 (1874, не зберігся),
- Житловий будинок на Прорізній вулиці, 22 (1875),
- Житловий будинок на Михайлівській вулиці, 9 (1875),
- Особняк В. І. Сербулова з мезоніном на Бульварно-Кудрявській вулиці, 3 (1876),
- Житловий будинок на Ново-Єлизаветинській вулиці (нині вулиця Євгена Чикаленка), 38 (1876),
- Житловий будинок на вулиці Ярославів Вал, 35 (1876),
- Власний особняк на вулиці Ярославів Вал, 31 (1876, не зберігся),
- Флігель Ф. Людвиковського / три поверхи в садибі на Костельній вулиці, 4 (1878, не зберігся),
- Житловий будинок на Андріївському узвозі, 18 (1879, пізніше добудований),
- Прибутковий будинок на Малій Житомирській вулиці, 18 (1879),
- Прибутковий будинок на Малій Житомирській вулиці, 19 (1879),
- Житловий будинок на Великій Житомирській вулиці, 27 (1879, не зберігся),
- Житловий будинок на Шулявській вулиці (нині вулиця Льва Толстого), 8 (1879—1887),
- Особняк А. Лунєва на Ярославській вулиці, 8 (1880),
- Прибутковий будинок Д. Лазарева на Ново-Єлизаветинській вулиці (нині вулиця Євгена Чикаленка), 10 (1881—1882),
- Прибутковий будинок В. Сергеева на Безаківській вулиці (нині вулиця Симона Петлюри), 12 (1883),
- Житловий будинок на Стрілецькій вулиці, 6 (1886, не зберігся),
- Два житлові будинки на Бібіковському бульварі (нині бульвар Тараса Шевченка), 37 (1886—1887, не збереглися).

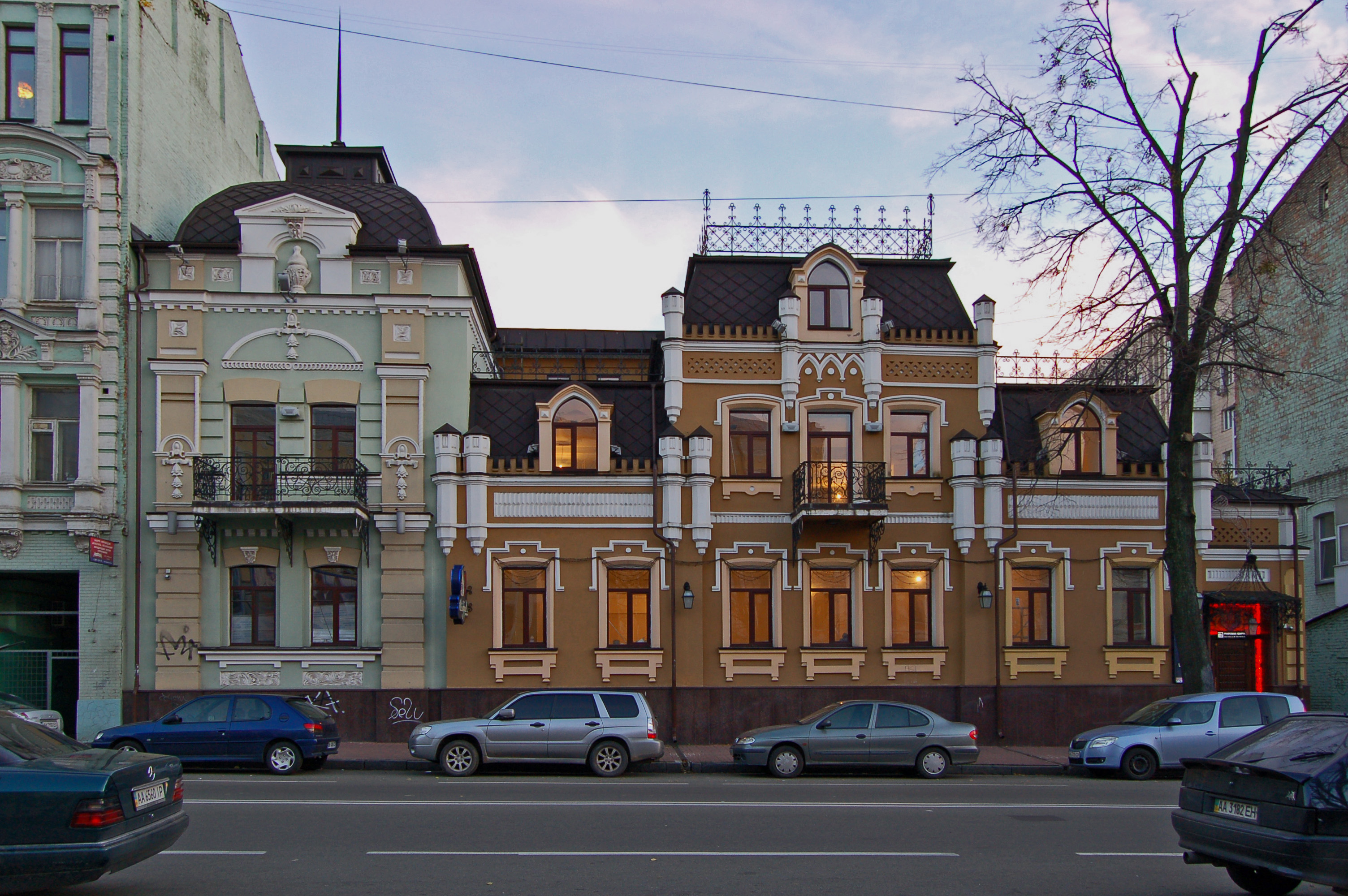
Особняк В. Сербулова на Бульварно-Кудрявській вулиці, 3
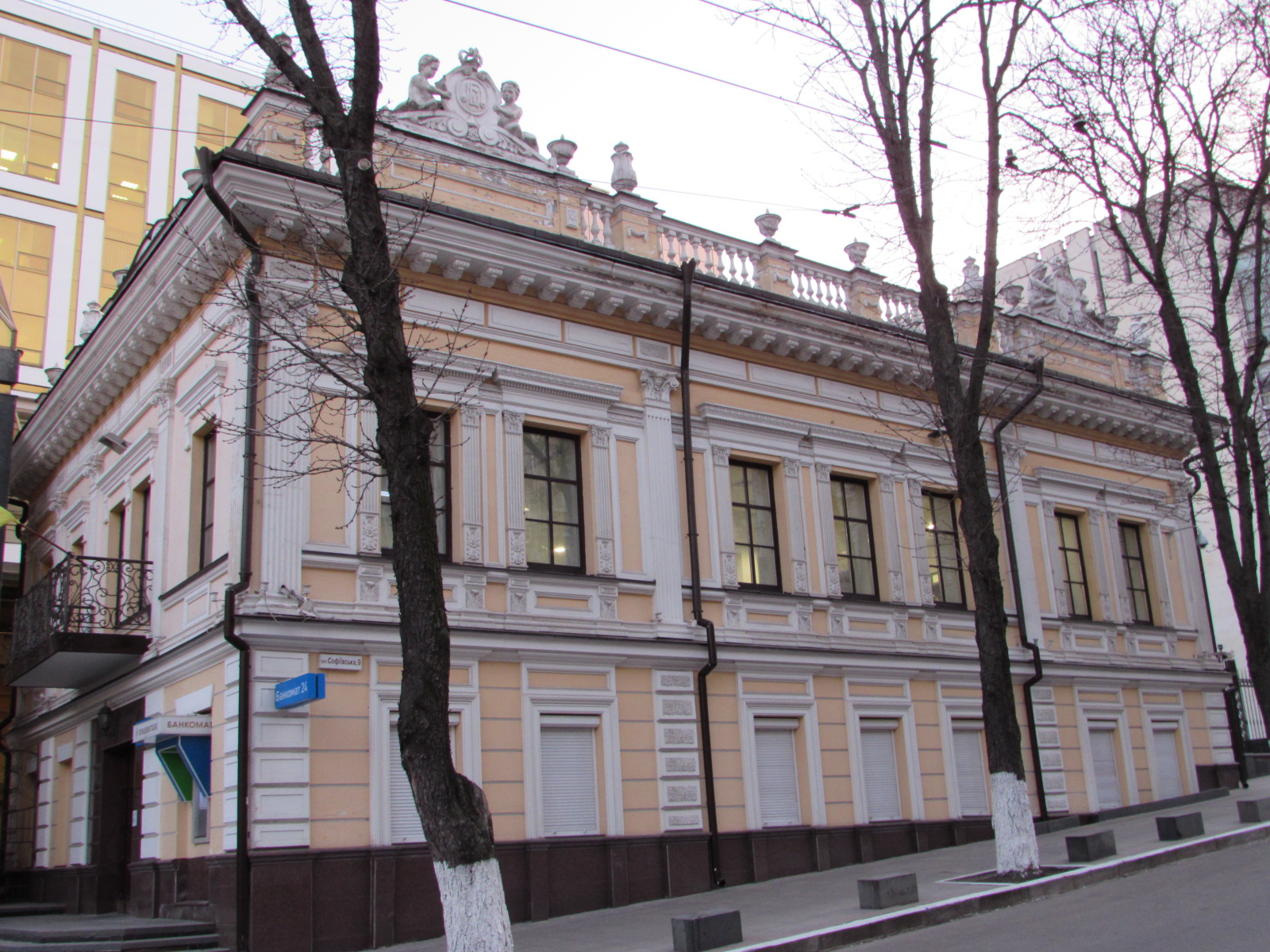
Особняк Берестовських на Софіївській вулиці, 9
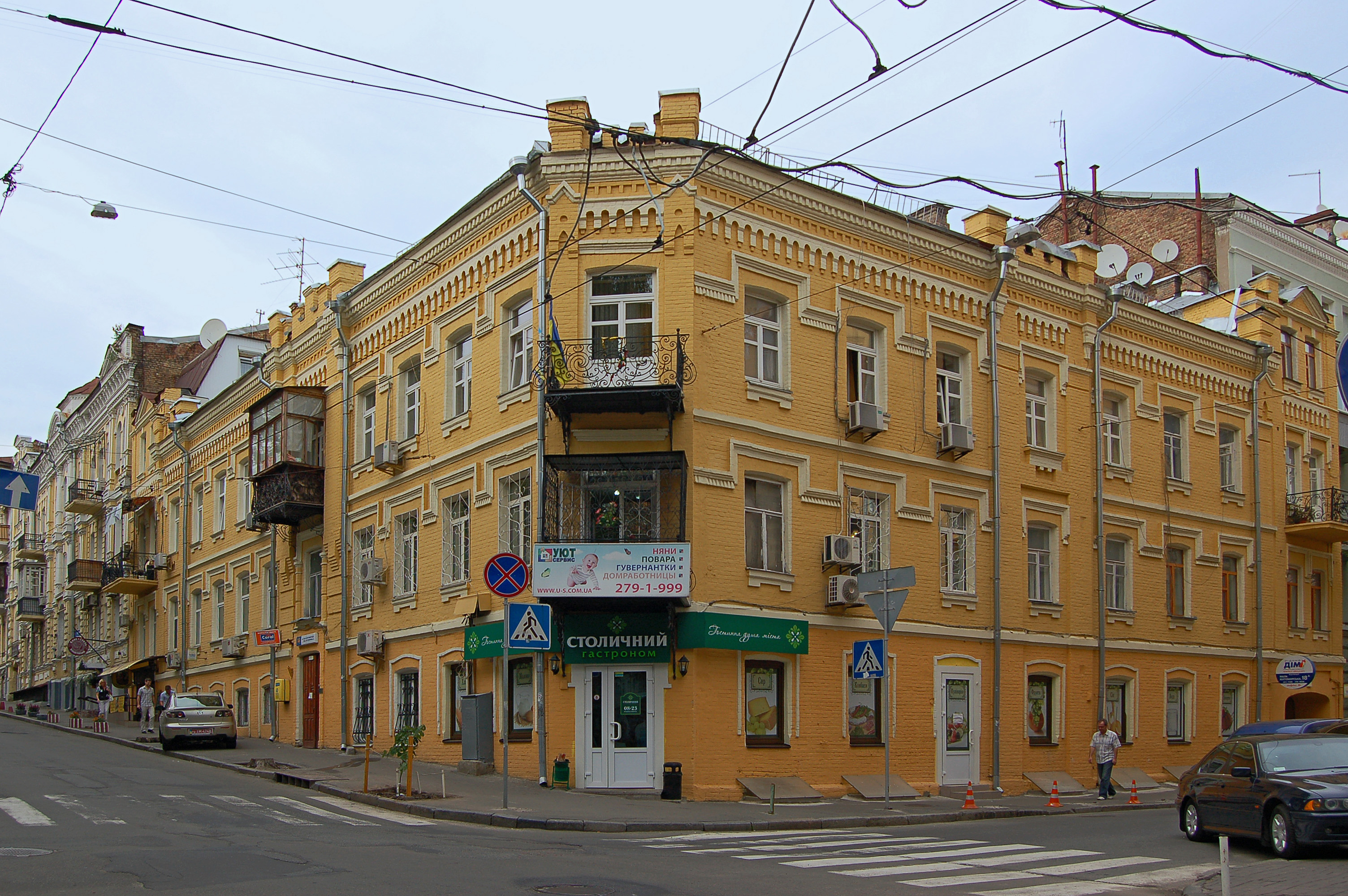
Прибутковий будинок по Малій Житомирській вулиці, 18
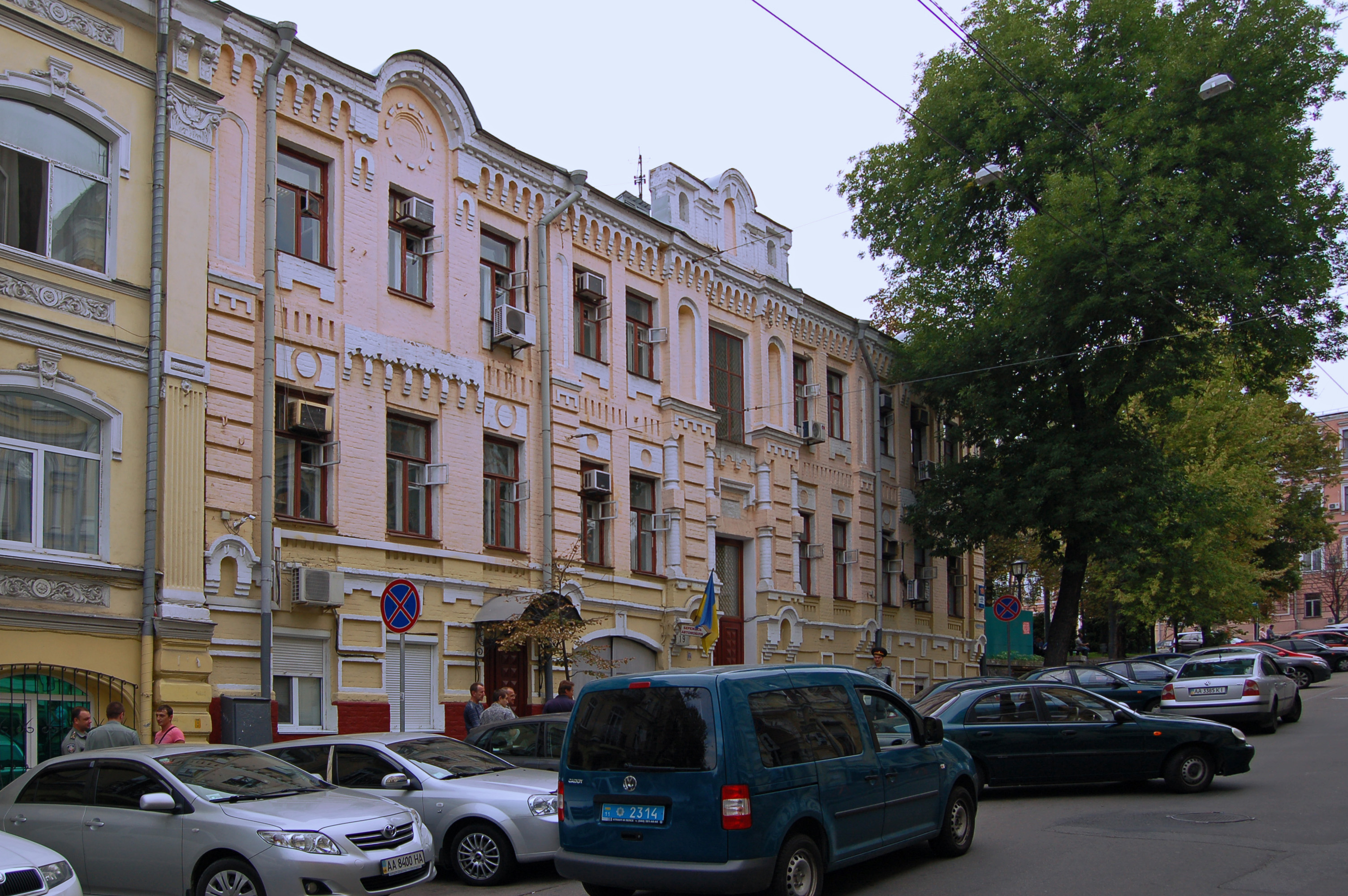
Прибутковий будинок на Малій Житомирській вулиці, 19
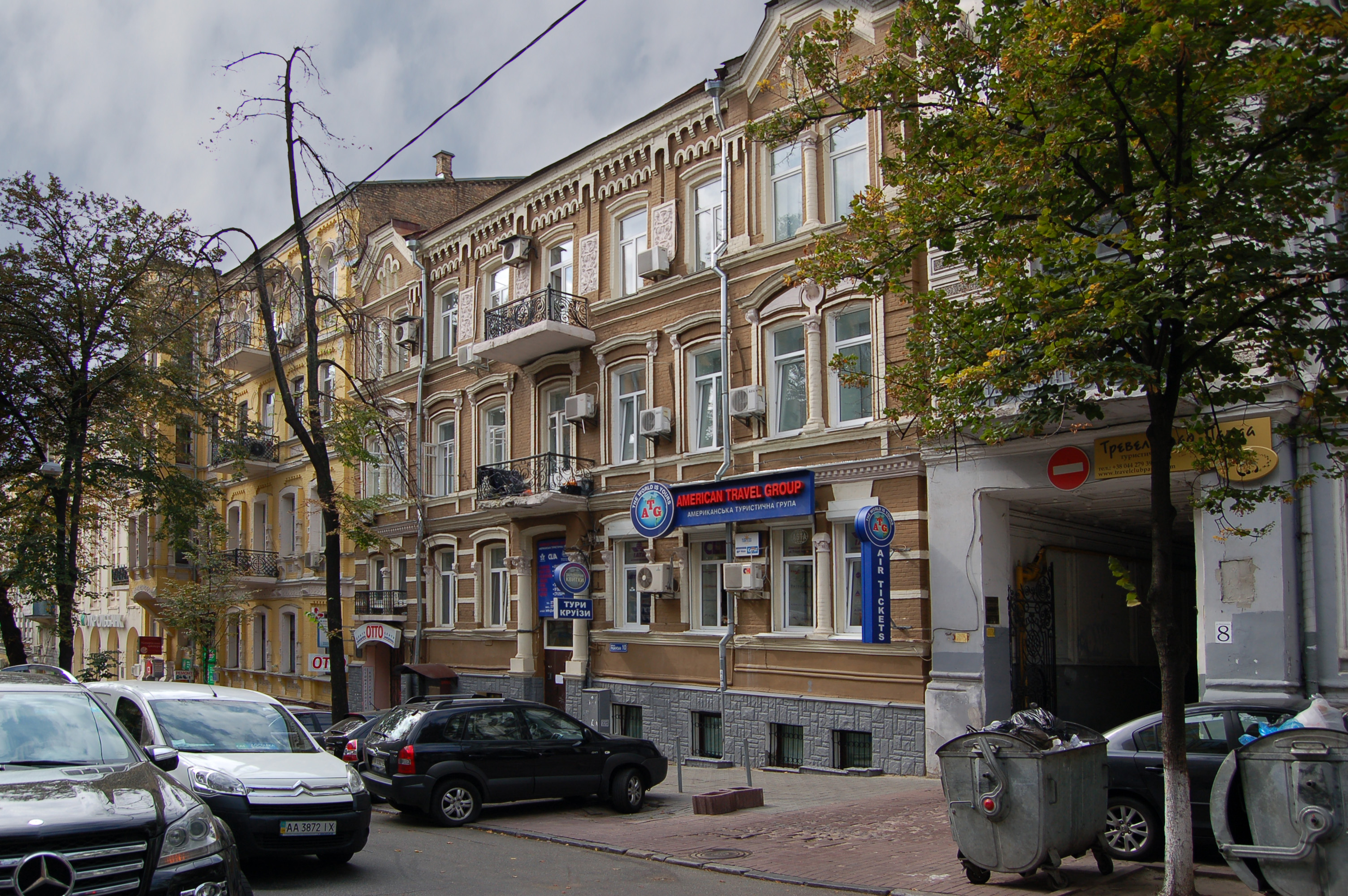
Прибутковий будинок Д. Лазарева на вулиці Євгена Чикаленка, 10
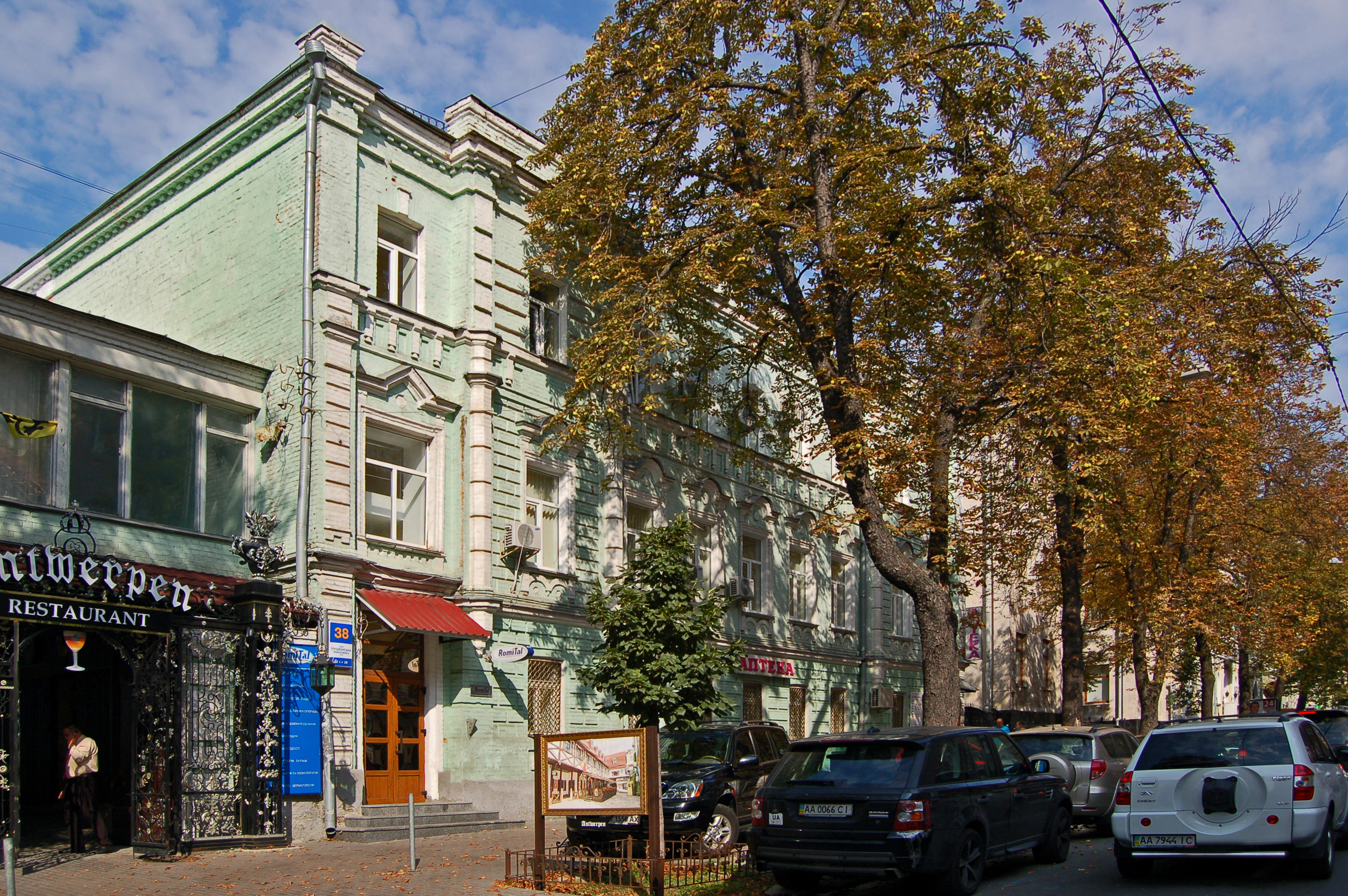
Житловий будинок на вулиці Євгена Чикаленка, 38